# Lorentzweiler vasútállomás
Lorentzweiler vasútállomás Luxemburgban, Lorentzweiler településen található.

## Vasútvonalak
Az állomást az alábbi vasútvonalak érintik:
- CFL 10-es vonal

## Kapcsolódó állomások
A vasútállomáshoz az alábbi állomások vannak a legközelebb:
- Lintgen vasútállomás
- Heisdorf vasútállomás